# Děčín
Ne pas confondre avec Cieszyn, en allemand Teschen.
Děčín (prononciation : /'ɟɛt͡ʃiːn/ ; en allemand : Tetschen) est une ville de la région d'Ústí nad Labem, dans le nord de la Tchéquie. C'est le chef-lieu du district de Děčín. Sa population s'élevait à 47 180 habitants en 2023.
Située sur les rives de l'Elbe, proche de la frontière allemande, Děčín est un carrefour ferroviaire, fluvial et routier de première importance.

## Géographie
Děčín se situe dans une cuvette entre le massif gréseux de l'Elbe et les hauts-plateaux de Bohême centrale (České Středohoří), au point de confluence de l’Elbe et de la Ploučnice dans le nord de la région historique de Bohême. Le centre-ville se trouve à 17 km au nord-est d'Ústí nad Labem et à 80 km au nord-nord-ouest de Prague.

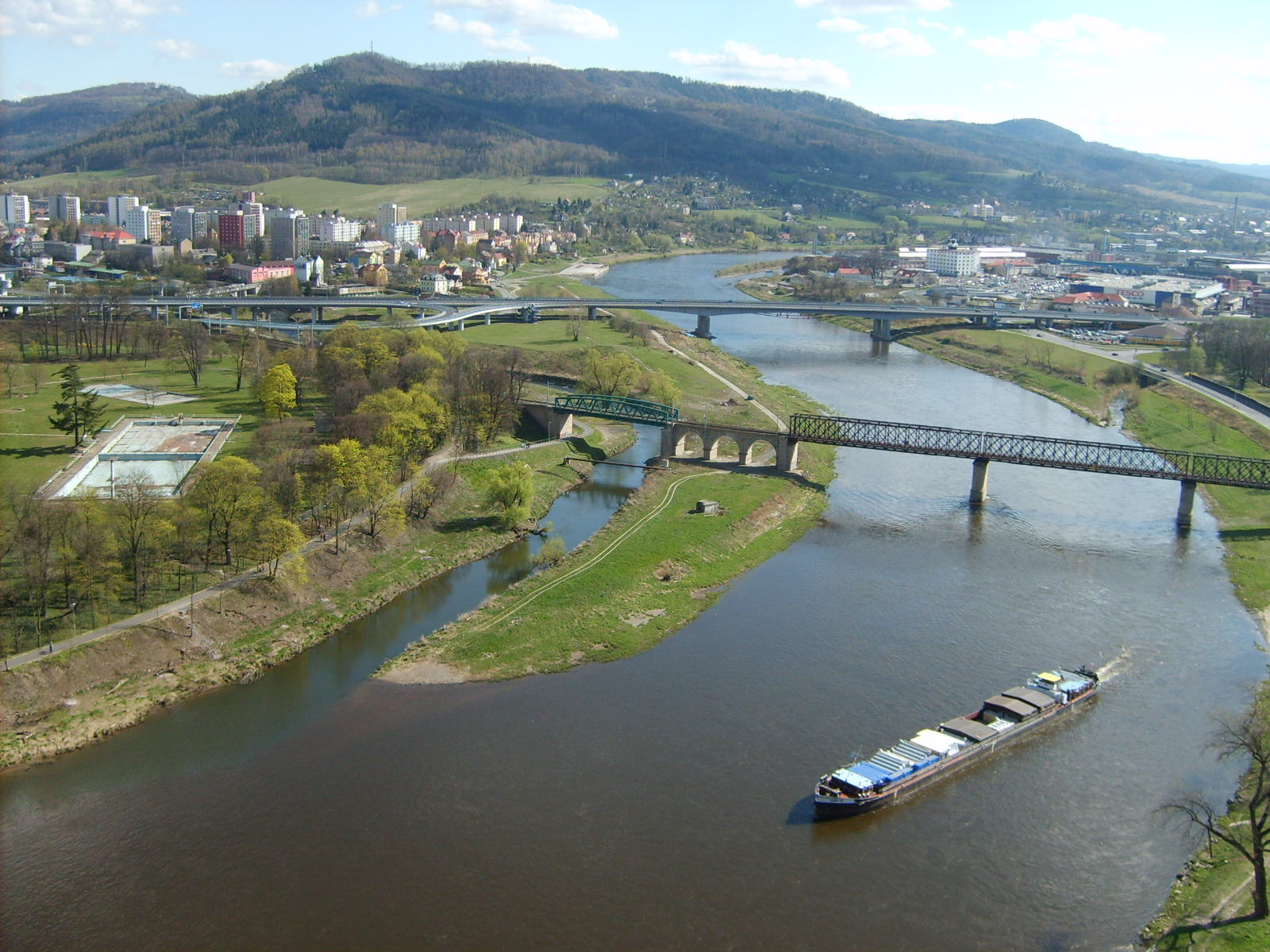
Confluence de la Ploučnice et de l'Elbe à Děčín.
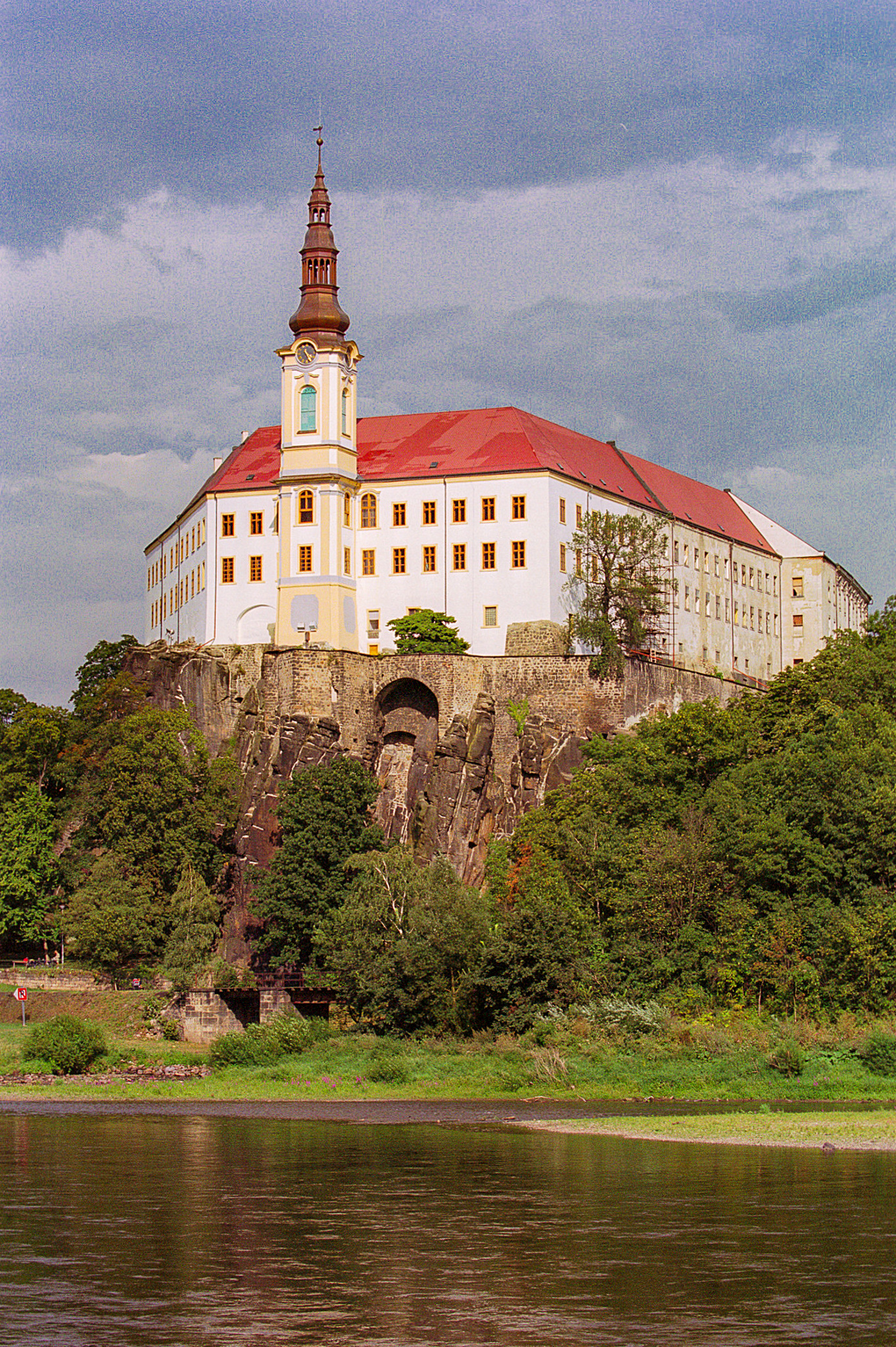
Château de Děčín.

La commune est limitée par l'Allemagne (le Land de Saxe) au nord, par Hřensko, Ludvíkovice, Dobrná et Malá Veleň à l'est, par Heřmanov et Těchlovice au sud, par Dobkovice, Malšovice et Jílové à l'ouest.

## Histoire
Des découvertes de l'âge du bronze attestent d'un peuplement précoce. Au Xe siècle, la dynastie des Přemyslides, ducs de Bohême, y fit construire un château fort afin de contrôler le passage a gué traversant l'Elbe et la circulation vers la marche de Misnie au nord. Le lieu au-dessous, un centre de commerce, est mentionné pour la première fois en 993. La ville de Děčín a été fondée par le roi Ottokar II de Bohême dans la seconde moitié du XIIIe siècle.
Au fil des siècles, le château fut modifié et agrandi de nombreuses fois. Après les dévastations de la guerre de Trente Ans, il devint la propriété de la noble famille de Thun und Hohenstein. Le compositeur Frédéric Chopin était ici l'invité en septembre 1835 ; c'était à Děčín qu'il créa la Grande Valse brillante en la bémol majeur, op. 34 no 1, dédiée à la comtesse Josephine, sœur du diplomate Friedrich von Thun und Hohenstein. 

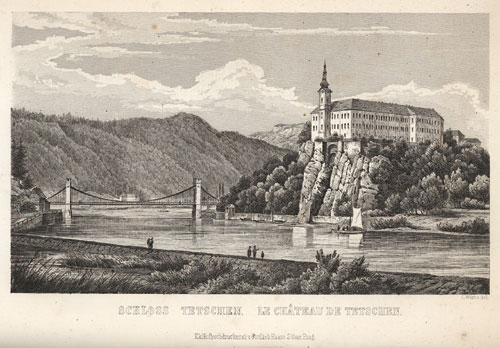
Le château et le pont sur l'Elbe vers 1855.

L'économie de la ville a connu un essor à la suite de l'ouverture de la ligne ferroviaire de Prague à Dresde en 1851. Après la Première Guerre mondiale et la dissolution de l'Autriche-Hongrie, Děčín fit partie de la République tchécoslovaque. En 1932, l'État acheta le château-fort, qui servit de caserne jusqu'en 1991. Après les accords de Munich, en 1938, la région fut occupée par l'Allemagne nazie. En 1942, la ville annexe le bourg de Podmokly (en allemand : Bodenbach), sur la rive gauche de l'Elbe.
Après la Seconde Guerre mondiale, Děčín revint à la Tchécoslovaquie et la population germanophone fut expulsée sur la base des résolutions de la conférence de Potsdam et des décrets Beneš.

## Population
Recensements (*) ou estimations de la population :
| 1869*  | 1880*  | 1890*  | 1900*  | 1910*  | 1921*  |
| ------ | ------ | ------ | ------ | ------ | ------ |
| 17 492 | 22 846 | 28 298 | 37 617 | 48 148 | 50 010 |

| 1930*  | 1950*  | 1961*  | 1970*  | 1980*  | 1991*  |
| ------ | ------ | ------ | ------ | ------ | ------ |
| 55 925 | 42 563 | 46 339 | 50 301 | 53 207 | 53 899 |

| 2001*  | 2011*  | 2014   | 2015   | 2016   | 2017   |
| ------ | ------ | ------ | ------ | ------ | ------ |
| 52 506 | 49 106 | 50 104 | 49 833 | 49 739 | 49 521 |

| 2018   | 2019   | 2020   | 2021*  | 2022   | 2023   |
| ------ | ------ | ------ | ------ | ------ | ------ |
| 49 226 | 48 809 | 48 594 | 46 337 | 47 029 | 47 180 |

## Administration
Děčín est constituée de 35 quartiers. Ci-dessous, le nom allemand est indiqué entre parenthèses :
- Děčín I – Děčín (Tetschen)
- Děčín II – Nové Město (Neustadt)
- Děčín III – Staré Město (Altstadt)
- Děčín IV – Podmokly (Bodenbach)
- Děčín V – Rozbělesy (Rosawitz)
- Děčín VI – Letná (Herbstwiese)
- Děčín VII – Chrochvice (Krochwitz)
- Děčín VIII – Dolní Oldřichov (Niederulgersdorf)
- Děčín IX – Bynov (Bünauburg)
- Děčín X – Bělá (Biela)
- Děčín XI – Horní Žleb (Obergrund)
- Děčín XII – Vilsnice (Wilsdorf)
- Děčín XIII – Loubí (Laube) et Podskalí (Rasseln)
- Děčín XIV – Dolní Žleb (Niedergrund)
- Děčín XV – Prostřední Žleb (Mittelgrund)
- Děčín XVI – Připeř (Peiperz)
- Děčín XVII – Jalůvčí (Kalmswiese)
- Děčín XVIII – Maxičky (Maxdorf)
- Děčín XIX – Čechy (Tscheche)
- Děčín XX – Nová Ves (Neudorf)
- Děčín XXI – Horní Oldřichov (Oberulgersdorf)
- Děčín XXII – Václavov (Wenzelsdorf)
- Děčín XXIII – Popovice (Pfaffendorf)
- Děčín XXIV – Krásný Studenec (Schönborn)
- Děčín XXV – Chmelnice (Hopfengarten)
- Děčín XXVI – Bechlejovice (Bachelsdorf)
- Děčín XXVII – Březiny (Birkigt) et Libverda (Liebwerd)
- Děčín XXVIII – Folknáře (Falkendorf)
- Děčín XXIX – Hoštice nad Labem (Hostitz)
- Děčín XXX – Velká Veleň (Großwehlen)
- Děčín XXXI – Křešice (Krischwitz)
- Děčín XXXII – Boletice nad Labem (Politz an der Elbe)
- Děčín XXXIII – Nebočady (Neschwitz)
- Děčín XXXIV – Chlum (Kolmen)
- Děčín XXXV – Lesná (Hortau)

## Transports
Par la route, Děčín se trouve à 24 km d'Ústí nad Labem, à 71 km de Dresde et à 115 km de Prague.

## Personnalités
- Balthasar Resinarius (v.1485-1544/46), compositeur et évêque luthérien ;
- Friedrich von Thun und Hohenstein (1810-1881), diplomate ;
- Leo von Thun und Hohenstein (1811-1888), homme politique ;
- Miroslav Tyrš (1832-1884), historien de l'art, fondateur du mouvement tchèque du Sokol ;
- Franz von Thun und Hohenstein (1847-1916), homme politique ;
- Adolf Wilhelm (1864-1950), philologue, fondateur de l'épigraphie moderne ;
- Johann Radon (1887-1956),  mathématicien ;
- Julius Arigi (1895-1981), as de l'aviation pendant la Première Guerre mondiale ;
- Maria Paudler (1903-1990), actrice ;
- Ferdinand Thun (né en 1921), diplomate ;
- Egon Klepsch (1930-2010), homme politique, président du Parlement européen ;
- Wolfgang Jeschke (1936-2015), auteur et éditeur de science-fiction ;
- Frank Göhre (né en 1943), écrivain et scénariste, auteur de roman policier ;
- Dana Chladek (née en 1963), kayakiste pratiquant le slalom ;
- Vladimír Šmicer (né en 1973), footballeur ;
- Tomáš Kraus (né en 1974), skieur acrobatique, champion du monde ;
- Petr Voříšek (né en 1979), footballeur ;
- Karolína Kurková (née en 1984), mannequin et actrice.
- Mea Melone (es), actrice pornographique.

## Jumelages
- Přerov (Tchéquie)
- Pirna (Allemagne)
- Bełchatów (Pologne)
- Jonava (Lituanie)
- Ružomberok (Slovaquie)